# Музей «Уралхимпласт»
Музей «Уралхимпласт» — музей завода «Уралхимпласт» в городе Нижнем Тагиле. Расположен в Дзержинском районе города, на Северном шоссе, 21/2, в промышленном районе УХП. Располагается музей в двухэтажном здании возле одной из проходных завода «Уралхимпласт» в небольшом переулке, идущем вглубь завода. Возле музея есть мемориал «Стена Памяти» в честь жертв Великой Отечественной войны.

## История
Музей истории и техники завода «Уралхимпласт» был открыт 31 октября 1972 года. Он был создан на базе кабинетов технического обучения персонала. Основная цель создания музея была — показать производственный рост предприятия и технический прогресс производства. Музей стал центром жизни предприятия — там проводились экскурсии, учебные занятия, встречи ветеранов и другие торжественные мероприятия.
В 1990-е годы в связи с кризисом музей находился в упадке. В 1998 году завод привели в порядок, а на рубеже XX—XXI вв. была проведена масштабная реконструкция музея с полным изменением и обновлением экспозиции. Музей открыт для посещения и по сей день.

## Экспозиция
Экспозиция музея с года его основания постоянно обновляется. В залах музея представлены лабораторные посуда и приборы разных лет, продукция музея, диорама строительства смолоперегонного завода 1936 года. А также в музее собран большой архив исторических документов и фотографий.